# Caladan Planitia
La Caladan Planitia è una formazione geologica della superficie di Titano.
Prende il nome da Caladan, pianeta dell'universo immaginario del ciclo di Dune, creato dallo scrittore Frank Herbert